# ورقة 500 ين
ورقة 500 ين (五百円紙幣) هي ورقة ين ياباني سابقة أصدرت في الفترة من 1951 إلى 1994 في محاولة فاشلة للحد من التضخم في ذلك الوقت، أصدرت الورقة في ثلاث سلاسل. التصميمان الأخيران فقط تصميمهما معروف وهو صورة إيواكورا تومومي على الوجه وجبل فوجي على الظهر. بدأ سك عملة 500 ين في 1982 واستبدلت الورقة النقدية تدريجيا. استمر إصدار ورقة 500 ين حتى عام 1984 ثم سحبت رسميًا من التداول في عام 1994 ولكنها ظلت ورقة قانونية. أصبحت الآن ذات قيمة أكبر من قيمتها الاسمية عند هواة الجمع.

## الإصدار
أصدرت ورقة 500 ين من السلسلة B في 2 أبريل 1951 وبها ميزات أمنية مثل العلامات المائية. كانت ورقة هذا الإصدار ناجحة جدا حيث أصدرت لمدة 20 عامًا تقريبًا حتى سحبت أخيرًا في 4 يناير 1971. أصدرت ورقة 500 ين من السلسلة C في 1 نوفمبر 1969 بميزات أمنية مائية جديدة، سحبت ورقة 500 ين في 1 أبريل 1994.

## الأوراق النقدية غير المصدرة
خطط لإصدار ورقة 500 ين على وجهها صورة تاكيوتشي سوكون وزخارف الأرابيسك. وكان الهدف هو الحاجة لإصدار أوراق نقدية عالية القيمة بسبب التضخم المفرط مباشرة بعد نهاية الحرب العالمية الثانية عام 1945 (شووا 20)، على أن ورقة 500 ين كانت عالية القيمة جدًا في ذلك الوقت، إلا أنها كانت ورقة نقدية بسيطة الطبع. أبعاد الوررقة 97×168 ملم. لا يوجد رقم تسلسلي ومكتوب على الورقة طبعها مكتب الطباعة الإمبراطوري الياباني.
خطط لإصدار الورقة النقدية في نهاية الحرب العالمية الثانية تحسبا للهزيمة في الحرب، وبدأ الإنتاج وسط حالة من الفوضى مباشرة بعد انتهاء الحرب، لكن نظرًا لأن الورقة كانت رديئة ومتهالكة ونشرها سيؤدي إلى تأجيج التضخم وتراجع القوة الوطنية اليابانية وأيضا الخوف من سهولة تزويرها.
أصدت من 30 نوفمبر 1945 (شوا 20) إلى 21 فبراير 1946 (شوا 21) 23,747,000 ورقة نقدية، لكن أتلفت جميع الأوراق بسبب إلغاء خطط الطرح، ولم يتبق سوى الأوراق التذكارية.
خطط لإصدار ورقة أخرى عليها صورة مايتريا من معبد كوريوجي في عام 1945 (شوا 20) نتيجة لتجميد الحكومة الودائع المصرفية للحد من التضخم المفرط بعد انتهاء الحرب. ولكن في ذلك الوقت كانت اليابان محتلة لم تحصل القيادة العليا لقوات الحلفاء على الموافقة على نشر الورقة بسبب المخاوف من التضخم والترويج للتجارة السوداء.

## المعرض

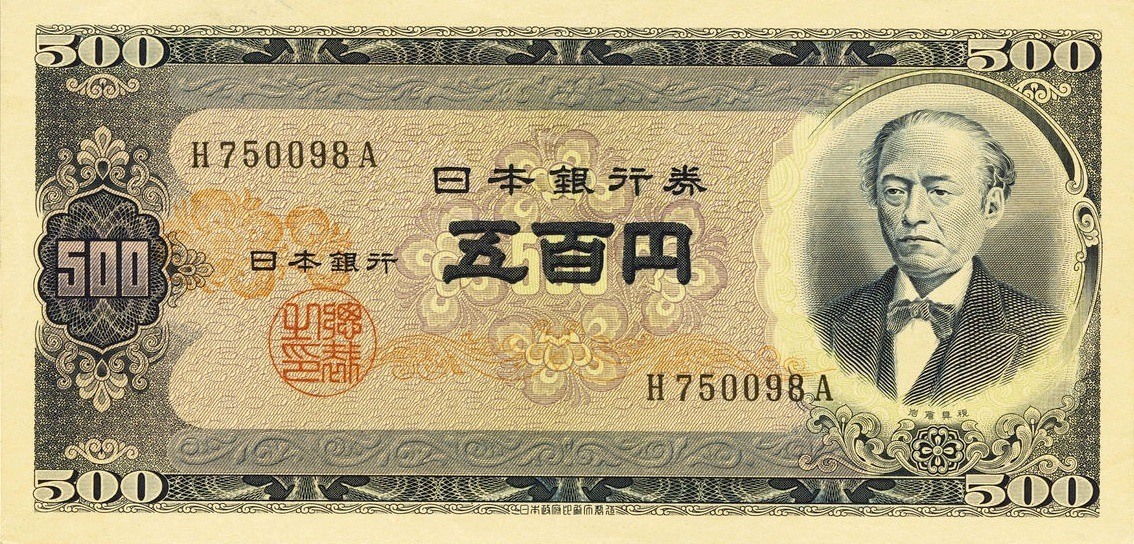
وجه ورقة 500 ين من السلسلة B
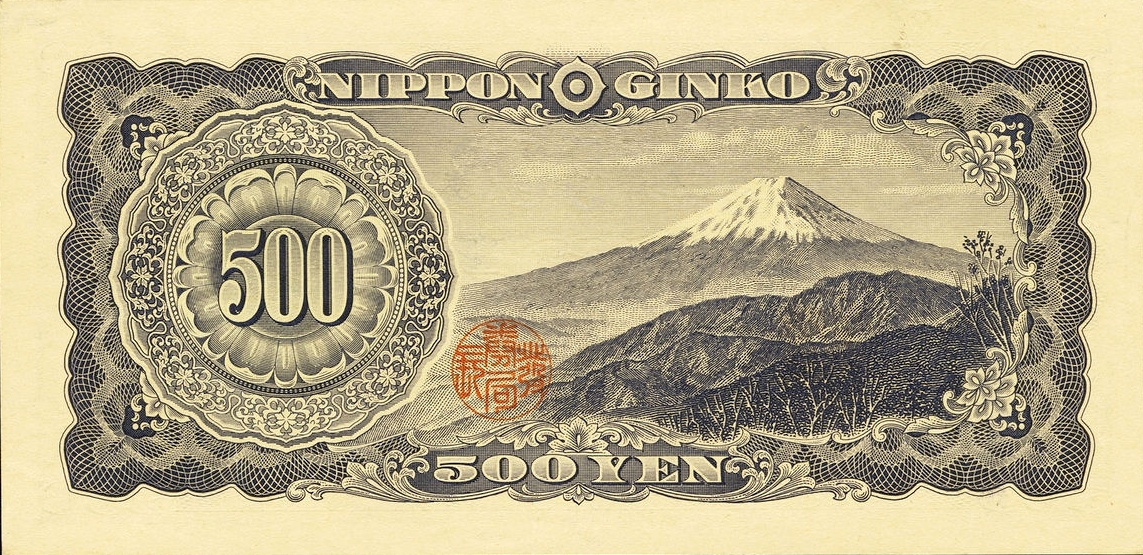
ظهر ورقة 500 ين من السلسلة B
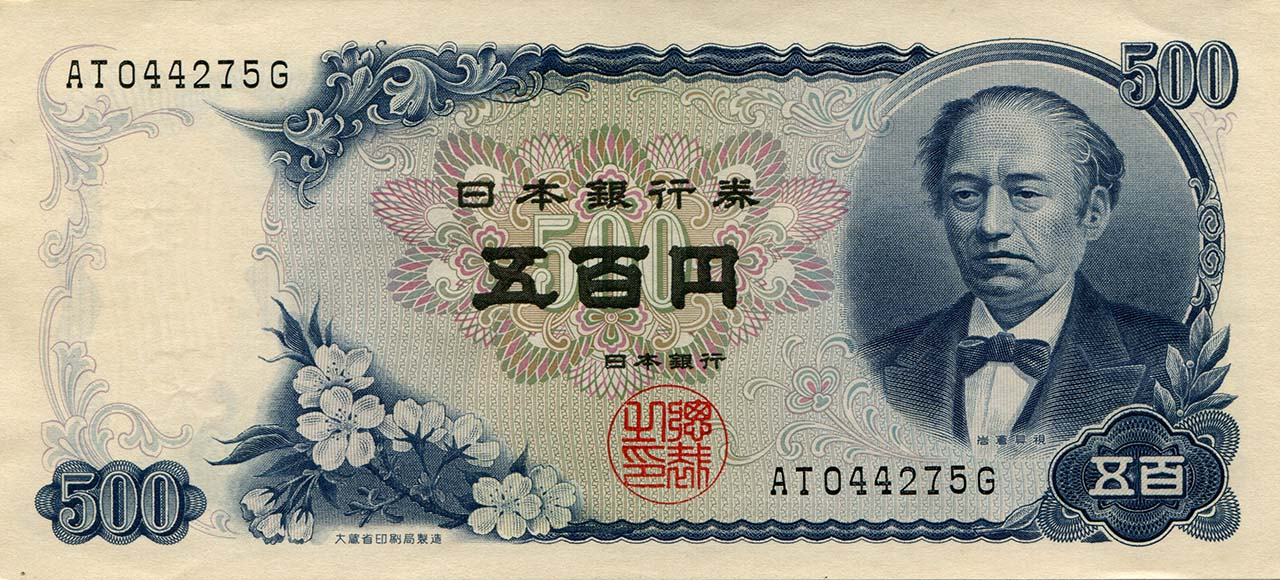
وجه ورقة 500 ين من السلسلة C
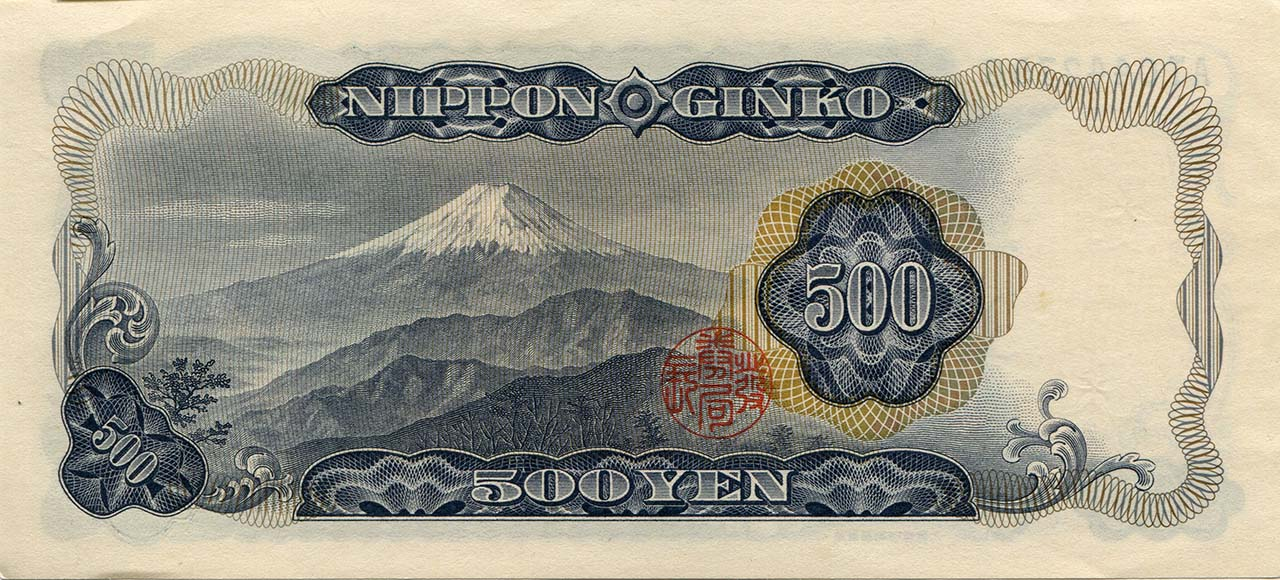
ظهر ورقة 500 ين من السلسلة C